# Grenaa Idrætsforening
Grenaa Idrætsforening er en dansk idrætsforening med hjemsted i Grenaa, som blev stiftet i 1905. Foreningen har flere sportsgrene på programmet, herunder fodbold, håndbold og gymnastik.
I 2009 indgik Grenaa IF's fodboldafdeling i overbygningen FC Djursland. Denne overbygning ophørte i 2023.